# Biñan
Biñan é uma cidade de primeira classe de renda municipal na província Laguna, nas Filipinas. De acordo com o censo de 1 maio  de  2020 possui uma população de 407 437 pessoas e 117 720 domicílios.